# برنتال
برنتال (به آلمانی: Bärenthal) یک شهر در آلمان است که در تاتلینگن واقع شده‌است. برنتال ۴۴۹ نفر جمعیت دارد.